# Mas Mir
El Mas Mir és una masia dins del nucli urbà de la població de Llers (Alt Empordà), a l'extrem nord-oest del veïnat del Poble Nou, al final del carrer de l'Església amb la carretera GIV-5105.
És una masia catalogada a l'Inventari del Patrimoni Arquitectònic de Catalunya aïllada i urbana de planta en forma de L, formada per quatre grans cossos adossats. La construcció, tot i que bastida en pedra sense treballar lligada amb morter, presenta moltes parts del parament arrebossades.
L'habitatge és a la banda de tramuntana de la construcció, en perpendicular als altres tres volums. Presenta la coberta de teula de dues vessants i està distribuït en planta baixa i pis. La façana principal està orientada a tramuntana i presenta un portal d'arc de mig punt adovellat, actualment tapiat i transformat en finestra.
Al costat hi ha un petit cos adossat, de planta quadrada i identificat amb un pou. La façana de migdia, més alterada, presenta una única finestra rectangular. Adossat a la façana de ponent hi ha un cobert modern. Els tres volums auxiliars són a la banda de migdia de la construcció. Presenten les cobertes d'un sol vessant amb diferent orientació i estan distribuïts en planta baixa i pis. En general, el parament de migdia presenta obertures rectangulars amb els emmarcaments arrebossats. Destaca el portal d'accés d'arc rebaixat bastit amb maons i les dues finestres centrals del pis. Són rectangulars, la de l'esquerra amb la llinda de pedra calcària gravada amb una inscripció il·legible, la data 1853 i una creu al mig. L'altra finestra està emmarcada amb carreus de pedra i la llinda sostinguda amb permòdols. Davant la façana nord hi ha un tancat de pedra.